# Llangoed

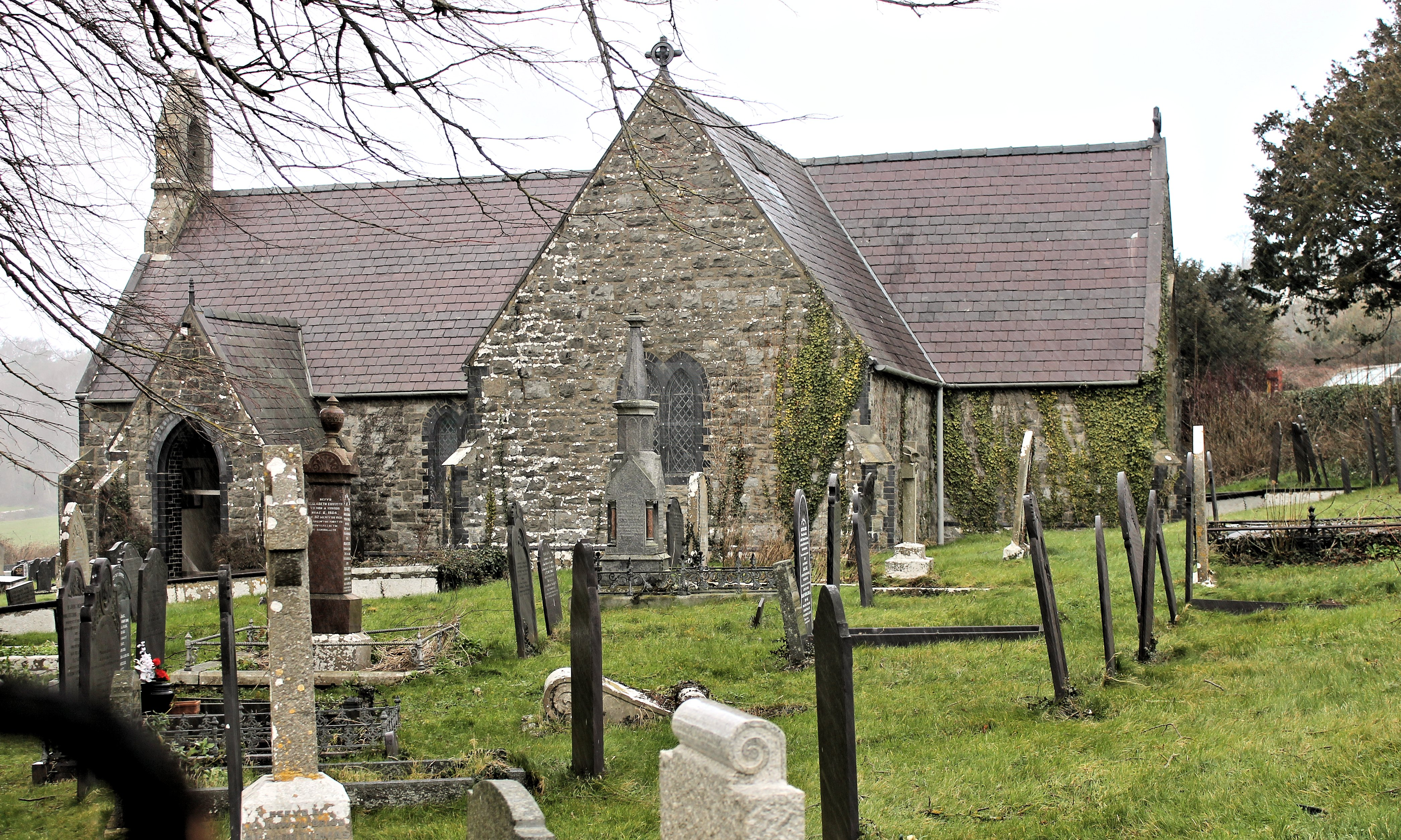
Llangoed: la chiesa di San Cawdraf

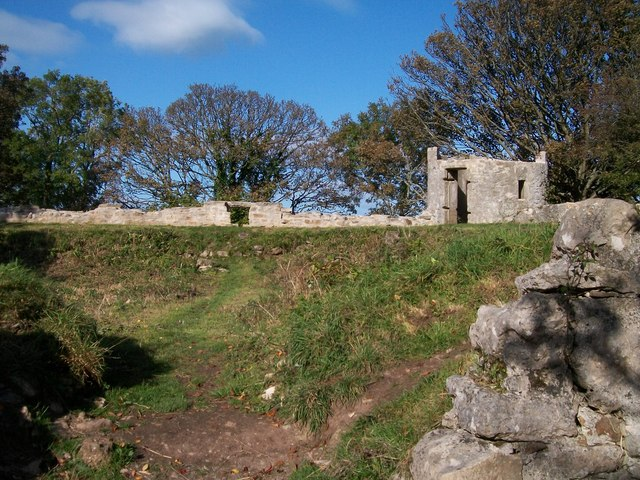
Le rovine del castello di Aberlleiniog, nei pressi di Llangoed

Llangoed è un villaggio con status di comunità (community) del Galles nord-occidentale, situato nell'isola (e contea) di Anglesey e lungo il corso del fiume Lleiniog. L'intera community conta una popolazione di circa 1100-1200 abitanti, mentre il solo villaggio conta una popolazione di circa 800 abitanti.

## Geografia fisica
Llangoed si trova nell'estremità nord-orientale dell'isola di Anglesey, non lontano dalla costa che si affaccia sul mare d'Irlanda, a nord di Beaumaris (Galles) e a est di Llandona. I villaggi più vicini sono Mariandyrys (situato a nord di Llangoed), Caim (situato a est/nord-est di Llangoed e che fa sempre parte della comunità di Llangoed), Tre-Castell (situato a sud di Llangoed) e Penmon.

## Origini del nome
Il toponimo Llangoed significa letteralmente "chiesa nella foresta".

## Monumenti e luoghi d'interesse

### Architetture religiose

#### Chiesa di San Cawdraf
Principale edificio religioso di Llangoed è la chiesa dedicata a san Cawdraf, eretta nel XVII secolo, ma restaurata nel 1881 da Henry Kennedy.

### Architetture militari

#### Castello di Aberlleiniog
Tra Llangoed e Penmon, si trovano poi le rovine del castello di Aberlleiniog, un motte e bailey risalente al 1088-1090, la cui costruzione è attribuita a Hugh d'Avranches, primo conte di Chester.

## Società

### Evoluzione demografica

#### Community
Nel 2019, la popolazione stimata della comunità di Llangoed era pari a 1 158 abitanti, in maggioranza (606) di sesso femminile.
La popolazione al di sotto dei 18 anni era stimata in 168 unità (di cui 80 erano i bambini al di sotto dei 10 anni), mentre la popolazione dai 65 anni in su era stimata in 411 unità (di cui 111 erano le persone dagli 80 anni in su).
La comunità ha conosciuto decremento demografico rispetto al 2011, quando la popolazione censita era pari a 1 229 unità e al 2001, quando la popolazione censita era pari a 1 275 unità.

#### Villaggio
Nel 2019, la popolazione stimata del villaggio di Llangoed era pari a 815 abitanti, in maggioranza (433) di sesso femminile.
La popolazione al di sotto dei 18 anni era stimata in 137 unità (di cui 65 erano i bambini al di sotto dei 10 anni), mentre la popolazione dai 65 anni in su era stimata in 278 unità (di cui 85 erano le persone dagli 80 anni in su).
Il villaggio ha conosciuto decremento demografico rispetto al 2011, quando la popolazione censita era pari a 849 unità e al 2001, quando la popolazione censita era pari a 860 unità.

## Geografia antropica
Villaggi della comunità di Llangoed:
- Llangoed
- Caim

## Infrastrutture e trasporti
Il villaggio dista circa un miglio da un tratto dell'All Wales Coastal Path, un sentiero della lunghezza di 1047 miglia, che permette di fare una passeggiata lungo l'intera costa del Galles.